# Радастея
«Радастея» (ритмология, ИрлЕМ, Институт ритмологии) — международная общественная организация, относимая к опасным (деструктивным) новым религиозным движениям. Основана в начале 1990-х годов и до 2003 года возглавлялась Евдокией Марченко. Официально Институт ритмологии Евдокии Марченко (ИРЛЕМ) зарегистрирован в 2002 году в Москве с целью развития и сохранения учения Е. Марченко, проведения тренингов и собраний последователей.
Термин «Радастея» принадлежит Е. Марченко и означает «творящая законы радости»; также «Радастея» — литературный псевдоним Е. Марченко, писательницы и поэтессы. 
Кроме того, «Радастея» — это название книги Евдокии Марченко, в которой содержатся основы учения организации.
Религиоведы относят «Радастею» к опасным (деструктивным) новым религиозным организациям синкретического типа, тяготеющим к так называемым учениям «Новой эры (нью-эйдж)», на основе религиозных доктрин неовосточного, неоязыческого, псевдосциентистского толка, базирующаяся на теософском наследии. 
В отличие от многих других религиозных организаций России, в «Радастее» отсутствуют элементы христианства или других значимых религий.

## Основные идеи
Основные идеи движения берут начало в религиозном учении, созданном Евдокией Марченко. В качестве источников учения выступают стихи Марченко и её книги. По многим идеям и понятийному аппарату «Радастея» близка к Агни-йоге. Язык, используемый Марченко, представляет собой смесь из терминологии Агни-йоги и естественных наук. Вот основные моменты учения. Мир делится на «непроявленный» (духовный) и «проявленный» (материальный). Жизнь произошла от двухсот духов, ставших людьми. Люди делятся на шесть коренных рас (Сыны Солнца, Потомрожденные, Лемурийская, Атлантическая, Арийско-Вавилонянская и Лучистая) и восемь классов (Планетарии, Люди, Люди добрые, Полубоги, Боги, Хладастеи, Радастеи и Лучи). Членами «лучистой» расы могут стать те, кто получил «лучевой адрес», «лучевые координаты», снискав одобрение руководителей организации. Человек является «лучом», наполняемым «энергопакетом», заключённым в «скафандр» и изучающим планеты. Исследуя планету Земля, человек может выполнить свою вселенскую задачу и перейти в «непроявленный» мир. Если план исследования не выполнен в течение жизни, человек выходит вновь в «проявленный» мир. Для того, чтобы человек правильно действовал на Земле, необходимо управлять временем. По словам Евдокии Марченко, «пришла пора приоткрыть завесу над одной из величайших тайн человеческого разума… Это тайна времени».
«Инструменты» управления временем и «исследования» нематериальной природы времени представлены т. н. ритмологией («Ритм-Ритмика-Ритмология» или «Метод 7Р0»). Ритмология постулирует, что все события жизни человека неслучайны. Ритмология позволяет «управлять проблемами и регулировать события человеческой жизни», а также «изменять параметры различных систем организма…». Время рассматривается как постоянно меняющаяся субстанция, которая имеет разнообразные свойства и которой можно управлять. Согласно автору, «ритмология является совокупностью знаний о прочтении человеком самого себя». О разработанном ею «Методе 7Р0» Марченко рассказывает так:

Я разработала метод, с помощью которого можно брать дополнительное время и вводить это время себе в мозг и затем этот мозг начинает работать в более ускоренном режиме. Тем самым человек начинает видеть больше, помнить больше, успевать больше. И поскольку мозг человека реагирует на слова и мысли, я попробовала писать специальные тексты, которые бы ускоряли мысли человека. Когда человек прочитывает эти тексты, он начинает мыслить быстрее и больше успевает сделать. То есть он быстрее решает те задачи, на решение которых раньше тратил массу времени. Например, если в обычном режиме человек решает какую-то задачу год, то после ввода времени в его мозг он эту же задачу решает за месяц.

Вступающие в организацию проходят обряд, который называется «Праздник Обретения Штурвала Времени» (то есть приобретения некоего инструмента для управления временем).
Большое внимание уделяется «космической» терминологии:

При работе со скафандрами задействуется Промежуточный штурвал. Итак, ваше тело и ваша голова — это не скафандры. Иногда коррекция проходит в достаточно жёстком режиме. Например, вы приходите и говорите «Мой скафандр заболел». Я отвечаю: «Это ваше тело заболело. Скафандр заболеть не может. Скафандр всегда доставляет какие-то наслаждения, но может быть, что вы не успели насладиться принесёнными скафандрами»…
Показательным является описание волос в ритмологии: волосы — это отображение связей человека, по количеству и длине волос можно сделать выводы о том, как индивидуум строит межличностные отношения.
В учении Марченко используются особый «радастейный» алфавит («омегавит», «хладовит» и «радовит») и язык, предполагающий «переизлучение» (искажённое, анаграммное и аббревиатурное чтение и понимание) слов русского языка. Например,

Откройте ПУЛЬТ личной траектории. В Соприульотк собрано всё, позволяющее осуществить Циороиц для грамотного пользования ритмовременем. Через СОПРИУЛЬОТК насладитесь Лучевой вселенной и уютно в ней разместитесь. Само название состоит из аббревиатуры СОПРИУЛЬОТК — Сокровенное, Прикосновенное, Пульс-Пульт-Пуск, Откровенное.
Основным методом ритмологии является чтение ритмов — особых верлибров, написанных Евдокией Марченко. Ритмы представлены «янтрами», «танками» и «хладастеями», например:

| ХЛАДАСТЕЯ СОЛЬ Сон растекается объятия событий погружают в подсказки проявления Подсветками С-сбора О-С-О |  | ХЛАДАСТЕЯ ТОЛЬ Только толику толкнул Толь Том тайны толкуется топ-толь О-Т-О |  | ХЛАДАСТЕЯ УОЛЬ Упросил улей удобство Уоль удочку умов Узаконил уолями О-У-О |  | ХЛАДАСТЕЯ ФОЛЬ Фоликула фиксирует форму срока Форматируя фракцию Фоль О-Ф-О |

Марченко заявляет, что способна методами ритмологии влиять на погоду, воздействовать на поисковые системы, изменять биологический возраст, группу крови человека.

Группы крови подсказывают, в какой расе была максимальная потеря. У человека с четвёртой группой крови была максимальная потеря энергии; с третьей группой крови — информации; со второй группой — пространства и с первой группой крови — потеря времени. Каждый что-то потерял, и пока он это не найдёт, ему придётся эту жизнь с этой группой крови жить, следующую жизнь — со следующей. А можно за краткий период менять и пожить с той группой крови, которая необходима. Когда у представителей Штурвального мира берут кровь на обычный анализ, как правило, говорят: «Группа крови не определяется». Этого нам и надо было достичь. Группа крови у нас не должна определяться, она должна быть свободной. Тогда вы получите право на знание, у вас будет развита память. Научившись себе менять группу крови, мы добились возможности перемещения и в энергию, и в информацию, и в пространство, и во время.
Апологеты культа ритмологии ведут «здоровый» образ жизни (курение и алкоголь отвергаются), придерживаются вегетарианства, а секс приемлем только с целью воспроизводства.

## Деятельность организации
Первый сайт «Радастеи» был создан в 1999 году. 
В настоящее время поддерживается большое количество официальных и неофициальных сайтов с разнообразными названиями, доменные имена которых зарегистрированы в нескольких странах (недоступная ссылка) (недоступная ссылка) (недоступная ссылка). 
Организация создавала свой интернет-телеканал («Ритмовремя-TV»), проводила вебинары.
Как пишет религиовед Роман Лункин, «Радастея превратилась в целое сетевое сообщество, которое располагается на массе сайтов в Интернете, в сети распространения книг, в сети центров по изучению ритмологии в десятках городов России. <…>Радастея — это фонды, издательства, центры, институты, а также бизнесструктуры, например, сеть магазинов-салонов „Живая книга“ по всей России, а также на Украине, в Казахстане и Литве, туристические агентства, которые рекомендованы членам Радастеи во время посещения радастов в других регионах России и в этих странах». В 2002 году был основан Институт ритмологии Евдокии Марченко (ИрлЕМ), целью которого стало развитие и сохранение учения Марченко, проведение тренингов и собраний последователей.
В Институте ритмологии существовало несколько форм обучения и миссионерской деятельности, в том числе выездные программы, лекции, встречи («микро-» и «макрорадасты») с Марченко и консультантами «Радастеи», выставки книг, аудио-, видео- и фотоматериалов, семинары по «Методу 7Р0» и спектакли (ритмогруппы «СТ-эффект») по пьесам Марченко. Деятельность принадлежащих организации сети клубов «ЗД-сбор», является закрытой и происходит только на платной основе.
В качестве рекламы ритмологии использовались имена известных в России деятелей поп-культуры — Владимира Преснякова-старшего, Вадима Казаченко, Роксаны Бабаян и других.
В 2005 г. Институт ритмологии Евдокии Марченко совместно с автономной некоммерческой образовательной организацией «Международный авиационный центр» разработали совместный проект «Небесная Одиссея: Миссия — Мир», основной задачей которого объявлено «объединение всего прогрессивного человечества во имя мира и сохранения нашей планеты». 
Православный Центр религиоведческих исследований во имя священномученика Иринея Лионского назвал данное мероприятие «PR-акцией одиозной секты» и призвал ответственных лиц отказаться от поддержки проекта.
«Радастея» имеет собственное издательство («Радатс», Санкт-Петербург), выпускающее исключительно книги, аудио-, видеолекции за авторством Марченко (более 300 наименований). Общее количество изданных книг превышает 5,5 миллиона экземпляров. Книги Марченко регулярно выставляются на книжных ярмарках, выставках, в том числе за рубежом. Для детской аудитории готовятся лекции в мультипликационном формате. 
С 2005 года по 2013 год выпускалась газета «Ритмовремя».
В числе юридических лиц, действующих от имени организации: ННОУ «Институт Ритмологии Евдокии Марченко» (ИрлЕМ), ООО «Реалия» (Москва), ООО «Альфавит», ООО «Центр Ритмологичности» (Санкт-Петербург), ЗАО «Радовит» (Екатеринбург). Финансирование организации осуществляется за счёт продажи продукции издательства «Радатс», взимания платы за участие в мероприятиях клубов «ЗД-сбор», частных пожертвований.
Организация планировала возведение собственного международного центра.
В 2010 году ИрлЕМ инициировал проект «Время в зеркале науки».
Международная научная междисциплинарная конференция «Время в зеркале науки» была организована  ИрлЕМ в Киеве в 2011 году, при поддержке кафедры философии Киевского национального университета имени Тараса Шевченко, кафедры политологии Национального университета «Киево-Могилянская академия», Института социальной и политической психологии Национальной академии педагогических наук Украины.
В 2011 году «Институт ритмологии» выступил организатором конкурса живописи и графики в Санкт-Петербурге на тему «Время в зеркале искусства», прошедшего при поддержке Городского комитета по молодёжной политике и взаимодействию с общественными организациями.
В 2018 году перестали обновляться сайт и официальные аккаунты «Радастеи» в популярных социальных сетях.

## Лидеры организации
Организатор и единоличный руководитель организации, Евдокия Дмитриевна Марченко («Основной Луч») родилась 19 сентября 1952 года в городе Щучье. Высшее образование — факультет астрофизики и геодезии УрГУ. По окончании длительное время работала в Миасском СКБ-385, увлекалась астрологией. В конце 1980-х годов Марченко становится президентом «Ассоциации экстрасенсов Южного Урала», которая переименовывается и регистрируется как общественная организация «Исцеление через духовность». На Марченко оказывают сильное влияние учение Агни-Йога, труды Блаватской, Бейли и Рерих, ввиду чего организация изменяет имя на «Знание Майтрейи». На авторских семинарах в обществе «Уралия» в 1990 году Марченко начинает читать стихи собственного сочинения, которые называет «ритмы». В 1991 году движение ритмологов впервые получило название «Радастея».
Марченко — обладательница многочисленных негосударственных наград и громких неавторитетных титулов, включая изобретённое «Европейской академией информатизации» (WUDSES  (недоступная ссылка) ВАКК) звание «Гранд-доктор философии» и некорректно присуждаемый этой же организацией титул Full Professor.
Евдокия Марченко была в числе 3500 приглашённых на 52-й Национальный Молитвенный Завтрак в Вашингтоне.
Дочь основательницы, Светлана Николаевна Марченко («Живой ритм») родилась 27 ноября 1973 года. Обучалась на курсе студии ГИТИСа (при театре «Колесо») в Тольятти. Является руководителем «ритмогруппы» «СТ-эффект», главным редактором газеты «Ритмовремя», ведущей телепрограммы «Ничего случайного».
В числе наиболее активных деятелей «Радастеи» за рубежом: Вадим Леонтьев, Елена Корженевская, Наталия Шульга, Альбина Обертас, Юрий Антонец (Украина), Людмила Хазина (Рембе) и Людмила Модель (Германия), Марианна Мигович (Линдгрен) (Швеция), Галина Сусина (Куба), Анна Прус (Канада), Ляйля Досбаева, Ляззат Мажитова (Казахстан), Замира Алимбекова, Жанна Чуйкова (Кыргызстан), Виктория Селезнёва (Теофилу) (Кипр).

## Филиальная сеть
Штаб-квартира («координационный центр») находится в Миассе. Подразделения организации «Радастея» функционируют в крупных городах России (около 80), Украины, Казахстана, Белоруссии, Кыргызстана, некоторых других стран в виде ритмологических клубов («ЗД-сбор») и книжных магазинов («Живая книга»). Организация владеет или владела несколькими лагерями детского отдыха в России. Обособленный учебный центр («Центр Ритмологичности») создан вблизи от посёлка Рощино в Ленинградской области. В различное время действовали или действуют «центры практической ритмологии» в Санкт-Петербурге, Москве, Екатеринбурге, Иркутске, Киеве, Одессе, Судаке, в пригороде Шарыпово («Изумрудный город»), рядом с Солнечногорском (усадьба «Мон-Блан»). Во всех филиалах (клубах, магазинах, учебных центрах) работают специалисты организации, обязавшиеся соблюдать «кодекс консультанта».
«Радастея» развёртывает свою деятельность на территории Евросоюза (недоступная ссылка); 
в настоящее время действуют центры в Литве, Германии (e.V. «Sternlicht») и Швеции.
Материалы Марченко переводятся на украинский, английский, немецкий, французский, итальянский, чешский, шведский языки.

## Судебная практика
В июне 2001 года из-за пропажи двух мальчиков в лагере «Радостеи» в отношении инцидента было возбуждено уголовное дело по статье «оставление в опасности». Спустя более 20 лет дети так и не были найдены.
25 августа 2016 года на сайте информационного агентства «Европейско-Азиатские новости» была опубликована статья «На Южном Урале ищут юношу, попавшего в лагерь сектантов „Радастеи“ 16 лет назад». 
На основании решения по делу № 2-1536/2018 от 27 марта 2018 года Кировский районный суд города Екатеринбурга решил обязать «Европейско-Азиатские новости» прекратить распространение сведений не соответствующих действительности и порочащих деловую репутацию Лучезарновой Евдокии Дмитриевны[кто?]».
По сообщению СМИ, прокуратурой Мордовии выполнялась[когда?] проверка деятельности организации.

## Критика

### Со стороны науки
Религиовед А. В. Кузьмин относит Радастею к деструктивным НРД и даёт ей следующую характеристику: «Секта „Радастея“, несмотря на своё недавнее появление и начало деятельности, уже стала известна в России многочисленными случаями убийств и самоубийств, совершёнными последователями этой секты. <…> Известны случаи массового обращения учащихся общеобразовательных школ, когда классные руководители, используя своё положение и авторитет учителя, проводили активную миссионерскую деятельность среди своих учеников во время уроков».
Религиовед и социолог религии С. Б. Филатов отмечает авторитарный характер организации. За всеми рядовыми членами групп-общин ведётся контроль со стороны их руководителей, а все рекомендации Марченко, даже касающиеся мелких бытовых вопросов, принимают форму обязательных для исполнения религиозных догм.
Российская академия наук считает ритмологию лженаукой, комиссия по лженауке критикует предметы и методы исследования ритмологии, РАН считает ненаучными и бездоказательными заявленные ИРЛЕМ «результаты» по «изменению группы крови», «рождению времени», «левитации», «управлению гороскопом», «очистке кармы». Председатель Комиссии по борьбе с лженаукой и фальсификацией научных исследований, академик РАН Э. П. Кругляков назвал создание подобных институтов «явлением организованной лженауки».
Религиовед А. Н. Сыроваткин относит «Радастею» к новым религиозным движениям, которые включили деструктивные положения в свои учения и культовую практику и стремятся их применять.
Религиовед Роман Лункин в 2009 году указывал на закрытость организации: «Представители „Радастеи“ скрывают истинные размеры своего движения и на контакт с теми, кто хотел бы описать их в рамках религиозной парадигмы, не идут. Скрытая сетевая информационная структура этого движения позволяет ему присутствовать в обществе и вместе с тем оставаться невидимым».
В биографиях Е. Марченко часто указывается, что она является доктором психологических наук.
Николай Аристер, начальник Управления организации и государственного контроля аттестации научных работников ВАК, заявил по поводу возможного присвоения учёных званий и степеней Евдокии Марченко:

По поводу Марченко Евдокии Дмитриевны — материалы в ВАК не поступали. Документы на присвоение ей государственных научных званий и учёных степеней… не рассматривались.

### Со стороны религиозных и общественных организаций
Представители Русской православной церкви и антикультового движения считают Радастею оккультно-неоязыческой тоталитарной сектой.

### Со стороны средств массовой информации
- СМИ сообщают о случаях самоубийств адептов организации[75][76][77][78][79].
- В фильме «Секты» 2000 года (Оксана Барковская, РенТВ) повествуется о трагедии матери, которую «Радастея» лишила ребёнка[80].
- В 2007 году журналисты телекомпании «РенТВ» показали документальный фильм, посвящённый деятельности «Радастеи». Журналисты подвергли резкой критике заместителя полпреда президента России в Уральском федеральном округе Сергея Вахрукова, который подписал документ, рекомендующий властям регионов, входящих в УрФО, содействовать работе «Радастеи»[81].
- Программа «Человек и закон» в своём выпуске от 18 июня 2008 года обвинила организацию «Радастея» в деструктивной деятельности[82].
- Интернет-издание «Украина сектантская» в 2008 году сообщило, что Е. Марченко добилась закрытия сайта «Блеск и нищета Радастеи»:

Секта выдвинула два требования администрации «Яндекса»: или закройте сайт или… дайте домашний адрес автора — рассказал «Украине сектантской» создатель «Блеска и нищеты Радастеи», кстати, отец мальчика, которого утопила поклонница секты.
- «Новая газета» в 2009 году критиковала попытки внедрения учения Е. Марченко через детские дошкольные учреждения:

Между номерами актёры продолжали лекционные занятия. Из теоретической части где-то между Овном и Тельцом всё стало проясняться. Публика узнала, что автор этих удивительных композиций — Евдокия Марченко, плюс к другим своим регалиям имеющая награду «За заслуги перед народами» Европейского комитета по наградам ООН. Однако, как нам удалось выяснить, такого комитета в природе не существует. А к примеру, также украшающие грудь гранд-доктора орден Петра Великого 2-й степени «За выдающиеся заслуги и большой личный вклад в развитие и укрепление Государства Российского» и Орден «Меценат» «За выдающийся вклад в дело возрождения и процветания Мира, за величие души, за бескорыстную щедрость» являются не государственными наградами, а знаками, учреждёнными некоторыми организациями, и имеются в свободной продаже. <…>На учение Евдокии Марченко глаза открывались всё шире и шире. Оказалось, это именно она объясняет лауреатам Нобелевской премии секреты появления энергии, это она первой научилась рождать время, это она выяснила, что «циклы Солнца, циклы Луны совмещены для Земли Рогами Изиды, губами Анубиса, в ладонях Озириса».
- Еженедельник «Наша версия» сравнивает «Ритмологию» / «Радастею» с Церковью саентологии, «Белым братством» и свидетелями Иеговы, называя «Радастею» куда менее многочисленной, но ещё более опасной тоталитарной сектой[79].
- Региональная газета «Ведомости Урал» подвергла резкой критике участие «Института ритмологии» в Международной выставке «Иннопром-2012» в Екатеринбурге. По мнению журналистов, московский «Институт ритмологии» является «скандально известным», и «на фоне удручающих новостей об очень скромном (если не сказать скудном) составе участников многострадального проекта „Иннопрома“<…>, участие такого заведения, как Институт ритмологии, способно дискредитировать идею выставки»[85].
- В одном из выпусков программы «Необъяснимо, но факт» на телеканале ТНТ утверждалось, что Е. Марченко занимается мошенничеством и отмыванием денег, проводя т. н. «платные курсы ритмологии» с членами «Радастеи».